# سنگین‌نوک سانتا کروز
سنگین‌نوک سانتا کروز (نام علمی: Clytorhynchus sanctaecrucis) نام یک گونه از سرده سنگین‌نوک است.